# Route nationale 2 (Croatie)
Pour les articles homonymes, voir Route nationale 2 et D2.
La route nationale 2 (en croate Državna cesta D2), abrégée D2 est une route nationale qui s'étend de Dubrava Križovljanska, à la frontière slovène au nord-ouest via Varaždin, Koprivnica, Virovitica, Našice, Osijek, Vukovar et Ilok et se terminant au poste frontière d'Ilok au sud-est. Elle est longue de 347,2 km.